# (1606) Jekhovsky
(1606) Jekhovsky ist ein Asteroid des Hauptgürtels, der am 14. September 1950 vom französischen Astronomen Louis Boyer in Algier entdeckt wurde.
Der Asteroid wurde nach dem russischstämmigen französischen Astronomen Beniamin Pawlowitsch Schechowski benannt.